# درسة الثلوج
درسة الثلوج طير من الطيور المشابهة للعصافير، موطنه أمريكا الشمالية. لون رأسه وصدره أبيض، بينما ظهره وأجنحته وذيله مسودة جزئياً. في الخريف والشتاء يصير ريش الرأس والظهر محفوفاً باللون الأسمر. تزول هذه الحواف مع انقضاء الشتاء. ويتغير لون الطائر إلى الأسود والأبيض قبل وصوله إلى الأراضي التي يعيش فيها على التندرا في كندا وألاسكا. ويُعتبر صياد الثلج، من طيور الشتاء المألوفة في كندا.

## هجرته في الشتاء
يهاجر هذا الطير جنوباً حتى تصل للولايات المتحدة حين يكون الجليد كثيفاً.

## أماكن تواجده في فصل الصيف
يقضي فصول الصيف في المناطق القطبية الشمالية.